# Dollot
Dollot é uma comuna francesa na região administrativa de Borgonha-Franco-Condado, no departamento de Yonne. Estende-se por uma área de 15,59 km². Em 2010 a comuna tinha 320 habitantes (densidade: 20,5 hab./km²).